# Eugyra pellucida
Eugyra pellucida is een zakpijpensoort uit de familie van de Molgulidae. De wetenschappelijke naam van de soort is voor het eerst geldig gepubliceerd in 1859 door Macdonald.